# 布羅迪城堡

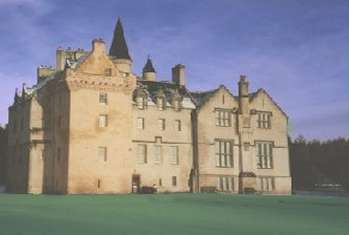
布羅迪城堡

布羅迪城堡（英語：Brodie Castle）是英國蘇格蘭的一個城堡。布羅迪城堡是Z計劃城堡之一，始建於1567年。布羅迪城堡現在由蘇格蘭國民信託所有，在夏季對觀光客開放。